# Bertram Kalt
Bertram Kalt Fohrn (n. Coblenza, Imperio Alemán; 1892 - Osorno, Chile; 6 de agosto de 1950), fue un destacado ingeniero agrónomo alemán, experto en genética y experimentación vegetal, quien realizó gran parte de su trayectoria profesional en Alemania y Chile.

## Reseña biográfica
Bertram Kalt se tituló como agrónomo con una tesis sobre el cultivo de trigo realizada en la Universidad de Bonn en 1919, iniciando en adelante su carrera profesional en Europa, primero en Alemania como ayudante de investigación en la Universidad de Halle y en la estación experimental de Ballenstedt, trasladándose luego la Universidad de Tartu, actual Estonia.
Tras esta experiencia europea, Kalt llegó a Chile para desempeñarse en el Ministerio de Agricultura, prestando servicios en el área de genética y fitotecnia durante el periodo 1926 -1939. De este modo fue que le tocó trabajar para el Estado en proyectos relacionados con la instalación de estaciones experimentales a lo largo del país. Posteriormente Kalt se estableció en la zona de Osorno para dirigir la Escuela Superior de Agricultura, hoy Instituto Profesional Agrario Adolfo Matthei, ejerciendo como rector desde 1945 hasta 1950, año en que aconteció su fallecimiento. 
En su memoria, la actual biblioteca del Instituto Profesional Agrario Adolfo Matthei lleva su nombre.

## Asociación de Agricultores Dr. Bertram Kalt
Como forma de reconocer la figura de Kalt, un grupo de agricultores de origen alemán formó en Chile en 1951 la “Asociación de Agricultores Dr. Bertram Kalt”, una organización de cooperación y difusión técnica en este ámbito. Esta organización tuvo sus orígenes en la "Asociación de Agricultores de Ascendencia Alemana", creada en Santiago en 1936, la cual interrumpió sus actividades con motivo de la Segunda Guerra Mundial, recuperando su presencia en Chile durante la Posguerra, época en que se gestionó la llegada de expertos desde Alemania y se realizaron encuentros de carácter científico en diversos puntos del país, editándose además de manera periódica un boletín especializado bilingüe español-alemán.
En 1951 la asociación contaba con más de un centenar de socios activos, fue así que debido a sus gestiones ante el gobierno de Alemania Federal y el Ministerio de Agricultura chileno, la asociación pudo organizar la instalación de un centro experimental, el fundo “San Elías” ubicado en las cercanías de Victoria, Provincia de Malleco, iniciando sus actividades el año 1960.

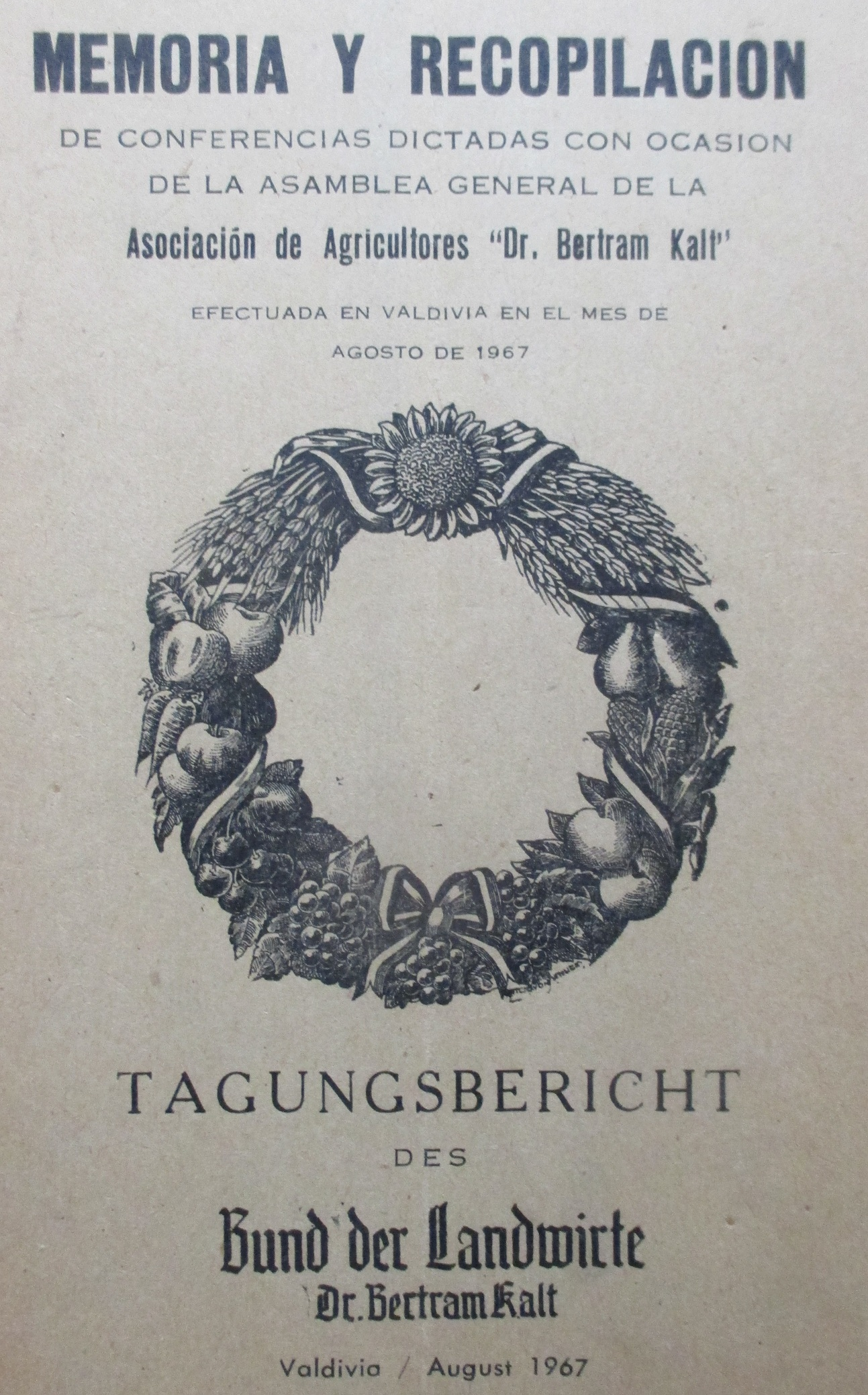
Publicación de la Asoc. de Agricultores Dr. Bertram Kalt, Valdivia, Chile, 1967.